# Synopsis Hepaticarum
Synopsis Hepaticarum (abreviado Syn. Hepat.) es un libro con ilustraciones y descripciones botánicas que fue escrito por el médico, briólogo y botánico Carl Moritz Gottsche, Johann Bernhard Wilhelm Lindenberg & Christian Gottfried Daniel Nees von Esenbeck y publicado en Hamburgo en 5 partes en los años 1844 a 1847.

## Publicación
- Parte nº 1, 25-27 Apr 1844;
- Parte nº 2, 14-16 Aug 1845;
- Parte nº 3, 11-13 Dec 1845;
- Parte nº 4, 5-7 Oct 1846;
- Parte nº 5, 10-13 Nov 1847